# Tafassasset
Le Tafassasset ou oued Tafassasset est un cours d'eau de l'Algérie et du Niger.

## Géographie
Issu du Hoggar et du versant méridional du Tassili des Ajjers, il passe au puits In-Afelalah puis prend la direction Sud-Sud-Est avant de se perdre dans le Ténéré entre le 20e et le 21e parallèle. La plaine sableuse entre l'Aïr et les hauts plateaux du Nord-Est nigérien, porte ainsi le nom de Ténéré du Tafassasset.

## Histoire
Son cours a été étudié en détail par des reconnaissances en 1912 (René Chudeau) et en 1928 par le lieutenant Toubeau.
En 2010, Bernard Dejonghe y trouve une météorite (dite du Tafassasset). Elle se compose de 26 fragments, représentant un total 110 kg. Des analyses montrent qu'elle proviendrait d’un petit corps, heurté et disloqué par un autre objet.